# Leucania philippensis
Leucania philippensis là một loài bướm đêm trong họ Noctuidae.